# Cementerio de la Ciudad de Guatemala
El Cementerio General de la Ciudad de Guatemala fue construido en 1880 durante el gobierno del general Justo Rufino Barrios y durante su primera época fue una dependencia del Hospital San Juan de Dios. Destruido por los terremotos de Guatemala de 1917-18, nunca recuperó el esplendor con que fue diseñado originalmente; primero fue exclusivo para las élites y presidentes, pero poco a poco los ocho montículos que lo constituyen fueron invadidos por construcciones desordenadas que convirtieron los espacios en un pueblo anárquico, tal y como ocurrió con la Ciudad de Guatemala tras los terremotos de 1917-18 y de 1976.

## Historia

### Construcción

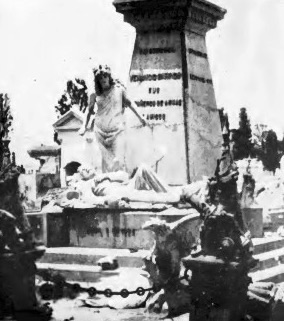
Tumba de Venancio Barrios.

El lugar donde actualmente se asienta el Cementerio General perteneció en 1865 a la finca conocida como «Potrero de García»; dicho terreno fue adquirido en 1878 por el presidente liberal Justo Rufino Barrios quien ordenó la construcción del nuevo cementerio.  El nuevo establecimiento se inauguró en 1881 aunque sin estar completamente concluido; cuando se inauguró el Cementerio General en 1881, los restos que hasta entonces habían estado sepultados en el cementerio de San Juan de Dios fueron trasladados al nuevo camposanto;  cuando se terminaron de trasladar, el terreno pasó a ser administrado por del hospital San Juan de Dios.
En el Cementerio General existe un grupo de ocho montículos o pequeños cerros que datan de la época prehispánica, los que eran parte de Kaminal Juyú, solamente separados por un barranco. Los montículos se encontraban alrededor de un antiguo campo que podría haber sido utilizado para el juego de pelota, aunque el espacio es sumamente alargado y estrecho para cumplir cabalmente con los requisitos característicos. Originalmente, el cementerio estaba distribuido con perfecta simetría y tenía ochocientos metros de frente por cuatrocientos de fondo, con un área total de trescientos veintemil metros cuadrados, sin contar el anexo conocido desde entonces como «La Isla». Estaba surcado por calles tiradas a cordel, protegidas por filas de cipreses y araucarias y en él se construyeron gradualmente mausoleos de gran mérito artístico que costaron un apreciable suma de dinero a sus propietarios.  El cementerio fue uno de los primeros edificios en Guatemala en contar con alumbrado público eléctrico y las sepulturas que estaban en nichos se habían colocado en un portal de sólida construcción que originalmente medía setecientos cincuenta metros de longitud.

### Primeros años
En 1882, un informe presentado por el secretario del Hospital General San Juan de Dios, bajo cuya dependencia se administraba el cementerio, señalaba a las autoridades de la época que alrededor de los «cerritos» tenían planeado un «jardín de caprichosos laberintos circulado por una calle; entre ésta y el jardín se construirían los mausoleos preferentes.  En 1888, el mismo informe anual indicaba que «en la avenida destinada a capillas, que corre al costado norte de los "cerritos" se continuó destruyendo la hierba natural para sembrar grama».  En 1886 se terminó la construcción del salón y capilla que se encuentra en el pórtico principal.
Los difuntos de familias pobres estaban enterrados en lo que entonces era una llanura que se extendía hasta donde alcanzaba la vista, que era conocida como «La Isla», a la que se llegaba por medio de un puente de arcadas tendidas de uno y otro lado de un barranco que la separaba del resto del cementerio y que servía de osario en ese tiempo.  Las tumbas en esa llanura eran todas uniformes y pequeñas y con lápidas blancas con el nombre de cada uno;  el área estaba destinada a los enterramientos en tierra. En 1887 y 1888 se construyeron galerías de nichos al norte del pórtico principal,, y entre 1888 y 1902 se estaban construyendo los nichos en galería y en el paredón localizado al sur del pórtico principal, en donde también se sepultaban personas de familias de escasos recursos.  En 1888, como adorno para el área de «La Isla», se construyó un sencillo mausoleo con nichos subterráneos para las Hermanas de la Caridad que fallecieran mientras estaban de servicio en las obras de beneficencia del Hospital General.

### Muerte del general Justo Rufino Barrios
El 6 de abril de 1885 ocurrió en el Cementerio General un episodio que decidió el futuro de Guatemala tras la muerte del presidente general Justo Rufino Barrios, ocurrida en Chalchuapa el 2 de abril.  Cuando se supo de la muerte del presidente Barrios, inmediatamente asumió como nuevo presidente el primer designado a la Presidencia, el señor Alejandro M. Sinibaldi; sabiendo que Sinibaldi era una persona inteligente pero muy tranquila, varios grupos intentaron aprovechar la inestabilidad para hacerse del poder.  Entre quienes quisieron tomar ventaja de la situación estaba el Ministro de la Guerra, general Juan Martín Barrundia, quien consiguió que Sinibaldi declarara estado de sitio y le confiriera poderes dictatoriales para calmar la situación.
Barrundia era considerado como el responsable de numerosos atropellos y de la represión que ocurrieron durante el gobierno de Barrios, así que muchos ciudadanos se movilizaron ante la Asamblea Nacional Legislativa y el cuerpo diplomático para detenerlo. Una comisión se presentó ane el presidente de la Asamblea Nacional, entonces presidida por el ex sacerdote Ángel María Arroyo y tras varias deliberaciones, el presidente Sinibaldi y su gabinete presentaron su renuncia, y la Asamblea decidió mandar a llamar al segundo designado a la Presidencia, el general Manuel Lisandro Barillas Bercián, para que se hiciera cargo del gobierno interino.
Barillas era el jefe político de Quetzaltenango, así que para que se presentara lo antes posible se dispusieron numerosos caballos de posta y salieron varias personalidades inmediatamente para mandarlo a traer; Barillas salió rápidamente y llegó al Cementerio General el 6 de abril, en traje de viaje y completamente empolvado por el largo el camino.  Se dirigió hasta el lugar en donde estaban sepultando al general Barrios, y al ver a Barrundia —que estaba montado en un corcel blanco dando instrucciones a sus subalternos— le dijo: «Vengo a hacerme cargo de la presidencia, pues ami me corresponde.  Además, necesito que me prepare hospedaje y alimentación para la tropa de cinco mil hombres que tengo acantonada en el Guarda Viejo».  Barrundia se asustó al ver que Barillas no había llegado solo e inmediatamente entregó el poder; para cuando se dio cuenta de la treta, Barillas ya era el presidente interino y además el ministro de la Guerra.

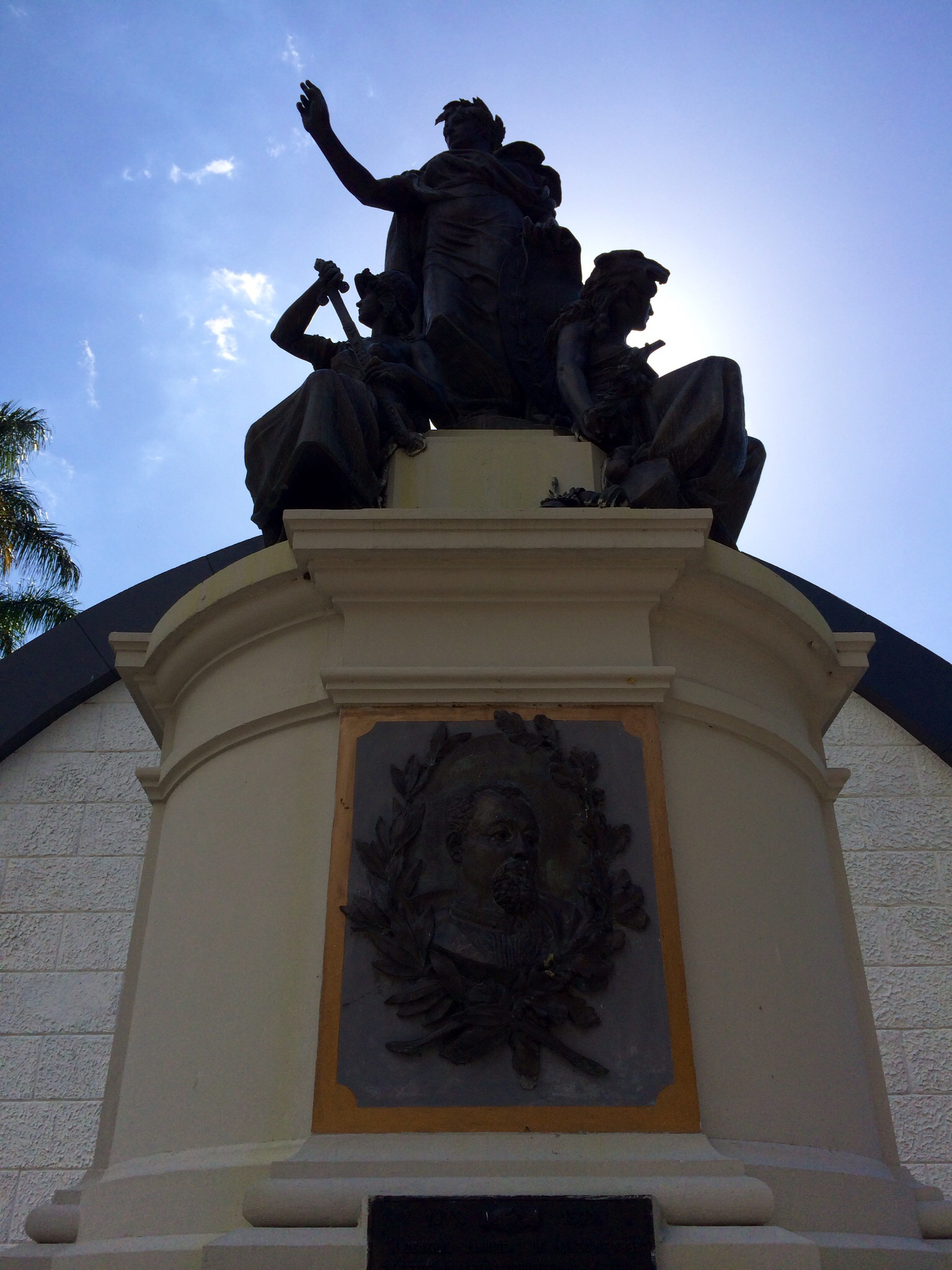
Monumento frente a la tumba de Justo Rufino Barrios en el montículo n.º 1, construida por su viuda en 1892.
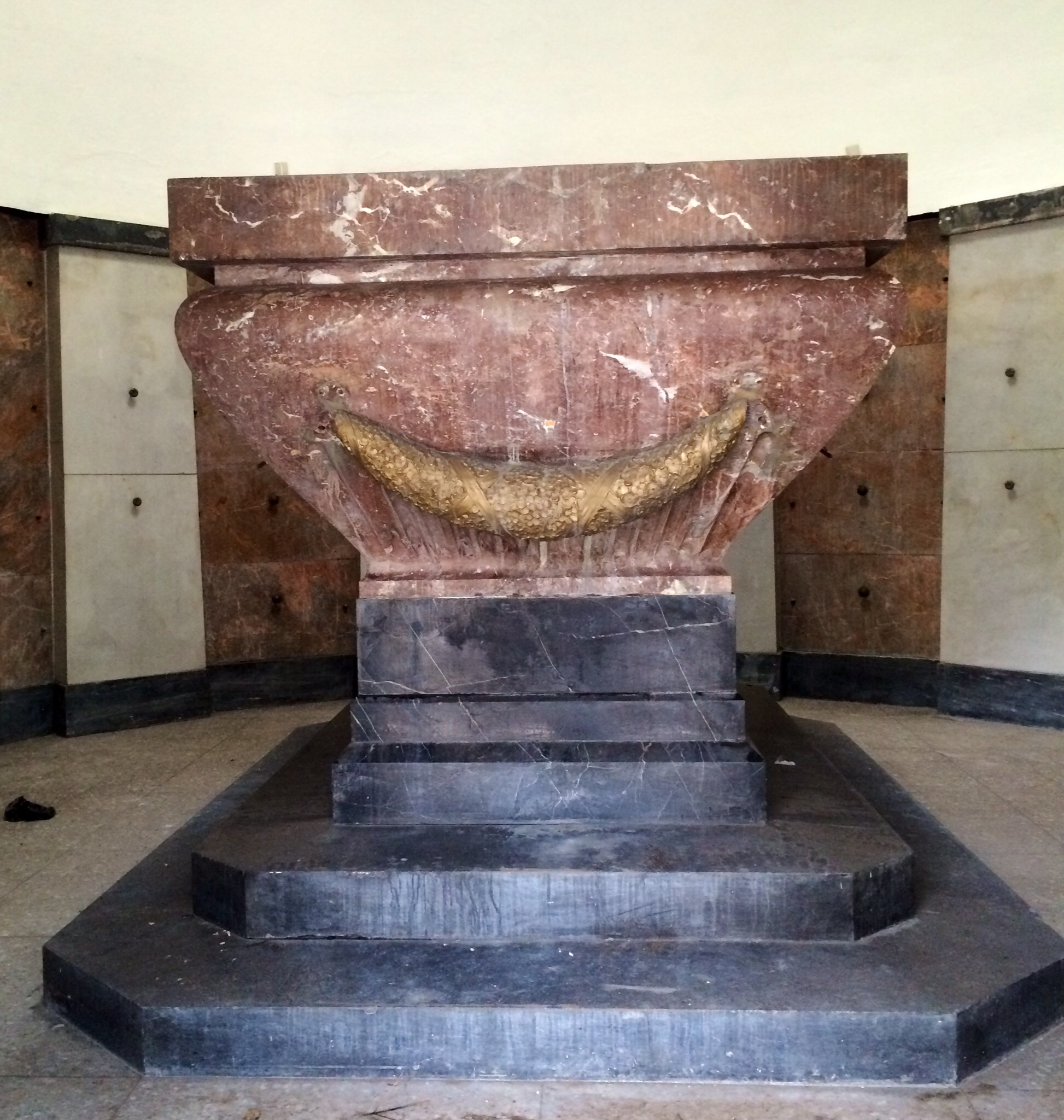
Sarcófago del general Justo Rufino Barrios en el Cementerio General.  Junio de 2014.
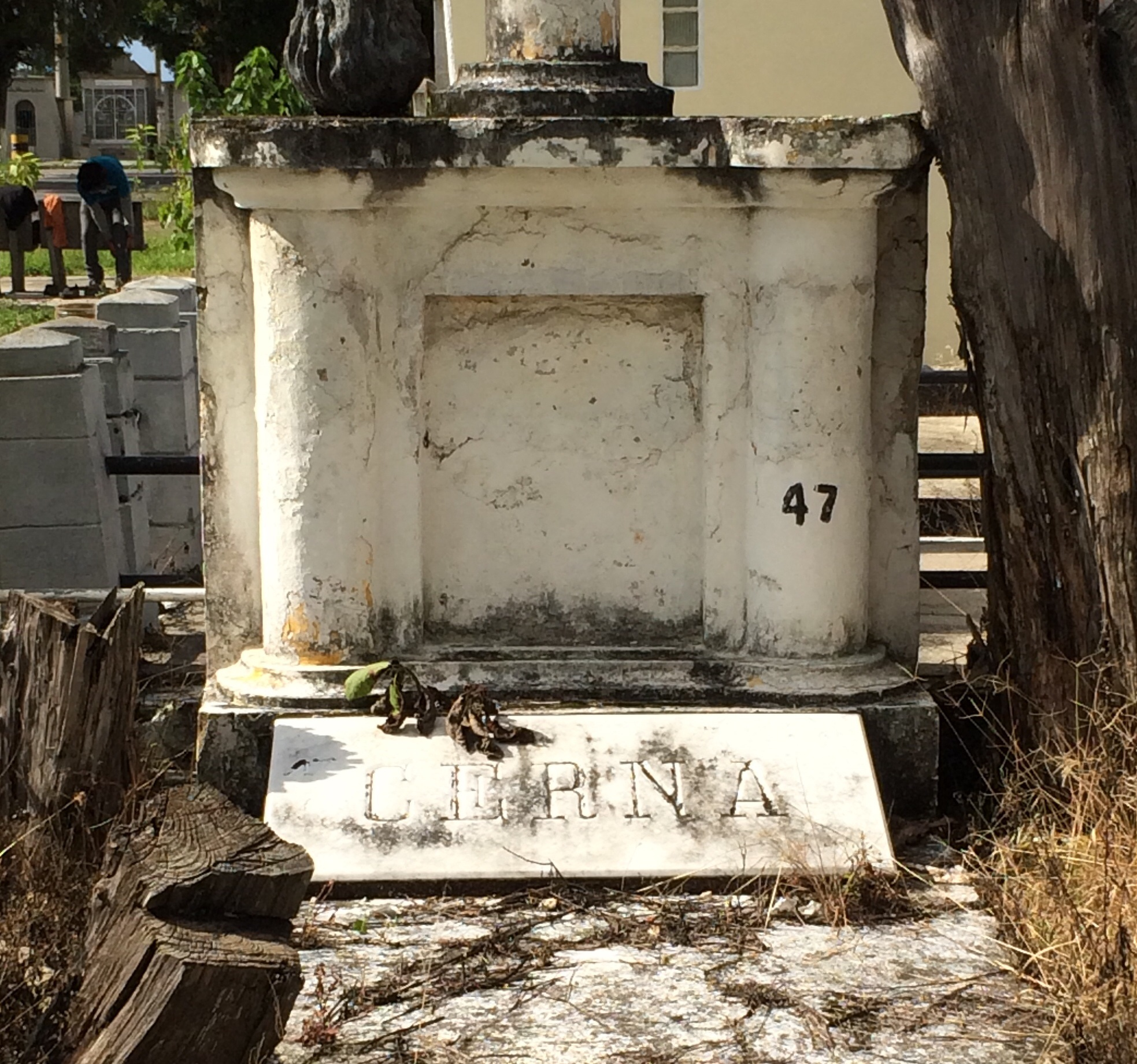
Tumba del mariscal Vicente Cerna y Cerna, en la avenida de Los Cerritos.  También falleció en 1885.

Algunos años después, el montículo n.º 1 fue escogido por la familia y los admiradores del gobierno liberal de Justo Rufino Barrios, para construir la tumba que guardaría los restos del Reformador, y que inaugurada el 2 de abril de 1892.  El interior del montículo fue vaciado para formar una cúpula alumbrada por medio de una linternilla, lo que obligó a los constructores a excavar la parte superior.

### Traslado de los restos del general García Granados
El 30 de junio de 1894, los restos mortales del general Miguel García Granados -expresidente liberal de Guatemala- fueron trasladados de su antiguo y sencillo mausoleo en el cementerio de San Juan de Dios a un monumento conmemorativo en el Cementerio General, traslado que se verificó con todos los honores de ordenanza correspondiente; el renombrado orador y diputado Rafael Spínola estuvo a cargo del discurso de honor pronunciado antes de que se procediera a la solemne inhumación de los restos.
En 1896 La Ilustración Guatemalteca escribió un artículo sobre el Cementerio General con motivo de la celebración del Día de los Muertos; describen varias tumbas de personajes famosos de la época.  Entre las que han sobrevivido a terremotos y profanadores hasta el siglo xxi están: la tumba de Venancio Barrios, la cual tiene una escultura con el general de aspecto joven que yace en tierra, muerto por balas enemigas y cobijado por un ángel que mira airadamente hacia el infinito es la primera que encontraron;  la del general Miguel García Granados, que es a la vez tumba y monumento; y la de Agripina de Sánchez, quien en vida fue la madre de Delfino Sánchez -quien fuera ministro de Instrucción Pública del general Justo Rufino Barrios- y cuyo sepulcro ha sido siempre el más elaborado monumento en el cementerio pues muestra a la señora de Sánchez tendida en su féretro con rostro sereno y apacible y con un ángel a sus pies que señala hacia el cielo mientras que por encima hay un catafalco de mármol negro que está rodeado de varios ángeles y en lo alto del monumento está la figura de una mujer que surge de la tumba, transfigurada, ideal y hermosa y que está en actitud de elevar su vuelo hacia lo alto. Finalmente, describen el monumento más conocido del cementerio es la tumba del general Justo Rufino Barrios, la cual fue erigida por su viuda, Francisca Aparicio y Auyón de Barrios.
Mencionan también, sin decir a quien pertenece, una tumba curiosa que era resguardada por un monje agustiono de barba larga que leí ávidamente un libro santo; únicamente describen que era la de un ciudadano belga que llegó al país en la miseria junto con la Colonia Belga de 1844 en Guatemala y que tras el fracaso de dicha colonia, se dedicó a vender zacate en las calles de la ciudad de Antigua Guatemala llegando a ser rico y patriarca de una familia poderosa del país.

### Terremotos de 1917-1918

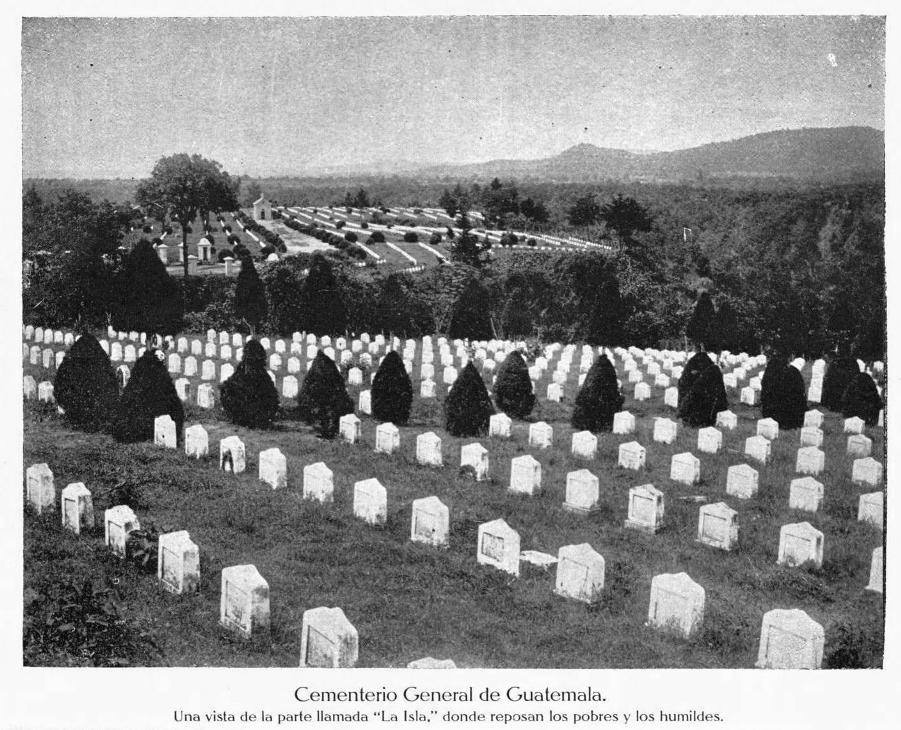
Así lucía «La Isla», la llanura de los difuntos de familias pobres, en el Cementerio General de la Ciudad de Guatemala antes de los terremotos de 1917-18.

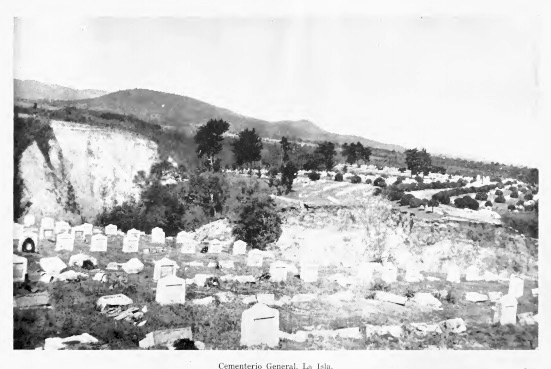
La llanura fue destruida completamente en 1918, y aunque el cementerio fue reconstruido gradualmente, nunca recuperó su antiguo esplendor.

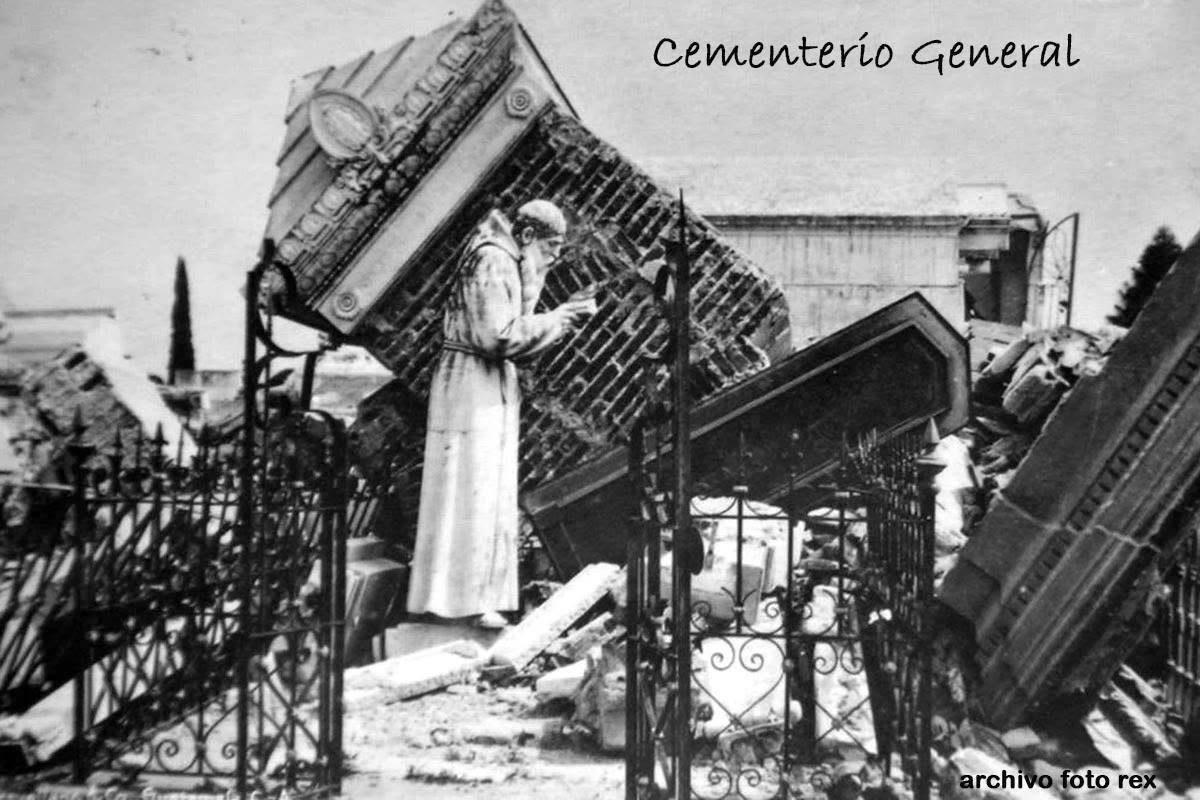
Tumba descrita por La Ilustración Guatemalteca en 1896. Quedó destruida tras los terremotos de 1917-18 como se ve en esta imagen.

Los terremotos se iniciaron el 17 de noviembre de 1917 A y arruinaron algunas poblaciones alrededor de Amatitlán. El 25 y el 29 de diciembre de ese mismo año, y el 3 y 24 de enero del siguiente, se repitieron los temblores en la república, pero con mucha mayor fuerza, de modo que destruyeron numerosos edificios públicos y casas particulares en la Ciudad de Guatemala y en la Antigua Guatemala. Entre los edificios destruidos destacaban numerosas estructuras que habían sido construidas en los gobiernos de José María Reina Barrios y de Manuel Estrada Cabrera por lo que mucha de la obra física de ambos presidentes ha sido olvidada por generaciones posteriores.
En 1920, el príncipe Guillermo de Suecia llegó a Guatemala durante una travesía que hacía por Centroamérica; su viaje lo llevó a Antigua Guatemala y a la Ciudad de Guatemala en donde pudo ser testigo presencial de que no se había efectuado ningún trabajo de descombramiento y la ciudad estaba todavía en ruinas.  Además, se levantaban remolinos de polvo que dejaban gruesas nubes, que hacían que penetrara el polvo por todos lados -en la ropa, en la boca y nariz, ojos y hasta en los poros de la piel-; los visitantes se enfermaban de los pulmones hasta que su cuerpo se acostumbraba al polvo.  Las calles no estaban pavimentadas y sólo una de cada tres casas estaba ocupada, ya que las otras estaban ruinas.
Los edificios públicos, escuelas, iglesias, el teatro Colón y los museos estaban todavía en la misma condición paupérrima en que quedaron en el año de 1918.
Trozos de techo colgaban de las paredes y los pisos estaban llenos de ripio y trozos de antiguos adornos y cornisas. Bastaba un pago de algunos cientos de dólares estadounidenses para que el dueño de una casa tuviera el visto bueno de las autoridades sobre su propiedad, garantizando que la misma ya no necesitaba reparaciones y de esa forma había muchas casas abandonadas sin reparar. Pero era en el cementerio general de la ciudad en donde se apreciaba la devastación en toda su magnitud: el lugar quedó totalmente destruido por el terremoto y se contaba que unos ochenta mil muertos habían salido literalmente de sus tumbas, quedando expuestos y poniendo en peligro la ciudad por una posible peste.  Fueron quemados en una pira gigantesca, pero las tumbas quedaron en ruinas y no se había hecho ningún intento por repararlas para 1920.
La tumba guardada por el monje agustino mencionada anteriormente, quedó completamente destruida y por lo característico de su estilo fue fotografiada en 1918 para ilustrar los efectos devastadores de los sismos.

### Modificación de los montículos precolombinos

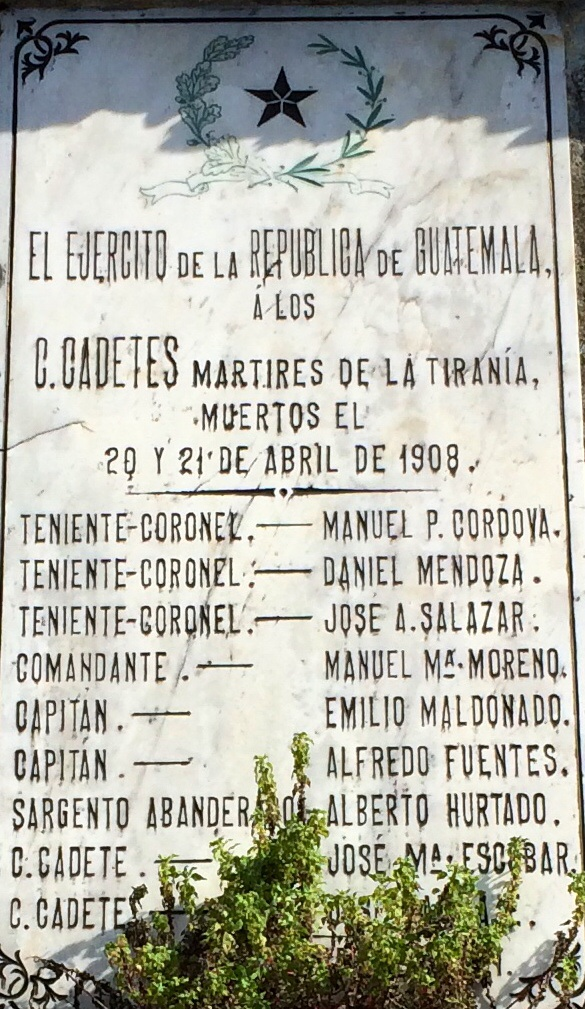
Monumento a los cadetes que fueron fusilados por el presidente Manuel Estrada Cabrera en 1908. Construido en 1920 en e montículo n.º 2 del Cementerio General.

El montículo n.º 2 fue aprovechado hábilmente en sus inicios pero luego fue destruido parcialmente, cuando lotificaron la franja intermedia con el agregado de escalones y pasillos y ubicaron ahí el sepulcro de los cadetes de 1908, en conmemoración a quienes fueron fusilados en dicho año acusados de participar en el Atentado de los Cadetes, contra el licenciado Manuel Estrada Cabrera.
En 1960 se construyó el panteón dedicado a los intelectuales ilustres fallecidos en el extranjero en el montículo n.º 5. Desafortunadamente, debido al golpe de Estado de 1963 que derrocó al general Miguel Ydígoras Fuentes, presidente de Guatemala y promotor de la idea, el proyecto quedó abandonado; solamente Antonio José de Irisarri —militar, periodista y diplomático guatemalteco que participó activamente en la independencia de Chile y falleció en Nueva York en 1868 y cuyos restos fueron repatriados en 1968— y el poeta Domingo Estrada -cuyo deceso ocurrió en París en 1901- están sepultados en él. Otros literatos, como Enrique Gómez Carrillo fueron recordados con una placa conmemorativa ante la imposibilidad de repatriar sus restos. Para finales del siglo xx todas las letras de bronce habían sido robadas, las placas estaban atestadas de grafiti y el sitio era un muladar

### Deslaves de 2015
El 27 de mayo de 2015 se informó que un derrumbe de grandes proporciones dentro del Cementerio General destruyó dieciocho mausoleos, que cayeron al fondo del barranco que está al final del camposanto y que es socavado por un río de aguas negras que fluye por el lugar. Desde el viernes 22 de mayo de ese año se habían destruido los mausoleos y se habían perdido los restos de doce osamentas. Numerosas personas hicieron los trámites para exhumar los restos de sus familiares, para no perderlos en el derrumbe.
Los restos de García Granados fueron exhumados el 10 de julio de 2015 ya que su tumba y monumento estaban en una parte del área considerada de riesgo en el Cementerio General de la Ciudad de Guatemala debido a estos deslaves.  Para las tareas de exhumación fueron enviados elementos del Ejército de Guatemala, quienes removieron las piezas de losa, ladrillo y tierra; en los trabajos también participó personal del Instituto de Antropología e Historia (IDAEH).  Los restos del expresidente guatemalteco fueron depositados temporalmente en el nicho de párvulos n.º 630 de dicho cementerio temporalmente.

## Personalidades sepultadas en este cementerio
| Nombre                                          | Profesión                                    | Breve descripción | Ubicación              |
| ----------------------------------------------- | -------------------------------------------- | --- | ---------------------- |
| Árbenz Guzmán, Jacobo (1913-1971)               | coronel del Ejército y político              | Ministro de la Defensa durante el gobierno de Juan José Arévalo y Presidente de Guatemala de 1951 a 1954. Inició un plan de reforma agraria y continuó con las reformas iniciadas por Arévalo. Fue derrocado por una invasión patrocinada por la United Fruit Company y organizada por el Departamento de Estado de los Estados Unidos por intermedio de la CIA, quienes lo acusaron a su régimen de comunista aprovechando el ambiente macartista de la época. |                        |
| Azmitia González, José(1860-1946)               | Activista conservador y líder unionista      | Participó activa y decididamente en las gestas cívicas contra el gobierno de Manuel Estrada Cabrera en 1920 y luego contra el gobierno de facto del general José María Orellana. Fue uno de los firmantes en la carta de los 311 que fue dirigida al general Jorge Ubico, solicitándole su renuncia en mayo de 1944. | Panteón privado        |
| Barrios, Justo Rufino(1835-1885)                | General del Ejército                         | Líder del movimiento liberal, dictador, intentó la unión centroamericana por la fuerza y falleció en el intento. Estimuló la economía del país mediante la promoción del cultivo del café; para esto, expropió las tierras de indios y se las repartió a sus correligionarios liberales, creando además el reglamento de jornaleros, que obligaba a los indígenas a trabajar en las fincas cafetaleras por una paga casi inexistente. | Montículo n.º 1        |
| Castañeda de León, Oliverio (1955-1978)         | Líder estudiantil                            | Miembro del grupo estudiantil FRENTE, el cual formaba parte del ala juvenil del proscrito Partido Guatemalteco del Trabajo (PGT) luchó por los derechos humanos en Guatemala desde su puesto de secretario general de la Asociación de Estudiantes Universitarios de la Universidad de San Carlos de Guatemala. Tras demostrar su poder de convocatoria y organización durante las protestas contra el alza al pasaje urbano contra el recién instalado gobierno del general Fernando Romeo Lucas García fue asesinado el 20 de octubre de 1978 a los 23 años en el centro de la Ciudad de Guatemala.                                                                                 |                        |
| Cerna y Cerna, Vicente (1815-1885)              | Mariscal del Ejército                        | Presidente de Guatemala desde el 24 de mayo de 1865 hasta el 29 de junio de 1871. Perteneció al Partido Conservador y accedió al poder tras la muerte del presidente vitalicio de Guatemala, teniente coronel Rafael Carrera en 1865. | Calle principal        |
| Colom Argueta, Manuel(1932-1979)                | abogado y político                           | Alcalde de la Ciudad de Guatemala de 1970 a 1974. Fundador del partido de izquierda Frente Unido de la Revolución (FUR). Luchó por la justicia social en Guatemala. Era tío de Álvaro Colom, quien fue presidente de Guatemala de 2008 a 2012. |                        |
| Chinchilla Recinos, María(1909-1944)            | profesora de enseñanza primaria y mártir     | Se convirtió en el símbolo de las luchas magisteriales en contra del gobierno del general Jorge Ubico al ser asesinada durante una manifestación pacífica contra el gobernante el 25 de junio de 1944. En honor a su sacrificio, el magisterio guatemalteco por unanimidad seleccionó la fecha de su muerte para celebrar el «Día del Maestro» en Guatemala. | Panteón del magisterio |
| García Granados y Saborío, María(1860-1878)     | joven de la sociedad guatemalteca            | Fue hija del general Miguel García Granados. Durante su exilio en Guatemala durante el gobierno de Justo Rufino Barrios, el poeta cubano José Martí la cortejó y luego la abandonó para casarse con una dama cubana; la leyenda dice que María, que apenas tenía 18 años, murió de amor y Martí la inmortalizó en su famoso poema La Niña de Guatemala. |                        |
| García Granados y Zavala, Miguel (1809-1878)    | político y militar liberal                   | Tras la revolución liberal de 1871, fue presidente de facto de Guatemala de 1871-1873. Padre de La Niña de Guatemala, originalmente estaba enterrado en el Cementerio San Juan de Dios, pero luego fue trasladado a este camposanto y colocado en un monumento. El 27 de mayo de 2015 un deslave en las orillas del cementerio puso en peligro su tumba, que está en riesgo de caer al abismo. |                        |
| Irrisarri, Antonio José de (1786-1868)          | militar y diplomático                        | Fallecido en Nueva York mientras ocupaba el cargo de embajador de Guatemala ante el gobierno de los Estados Unidos. Sus restos fueron repatriados al país en 1968 y sepultados en el montículo n.º 5, en el panteón de los literatos guatemaltecos. | Montículo n.º 5        |
| Milla y Vidaurre, José (Salomé Jil) (1822–1882) | escritor, diplomático e historiador          | Considerado uno de los fundadores de la novela en la literatura guatemalteca; en especial, él destacó en la narrativa histórica. También fue Ministro de Relaciones Exteriores y embajador de Guatemala ante los Estados Unidos durante el gobierno del general Rafael Carrera (1851-1865), siendo uno de los firmantes en 1859 del decreto en donde se cede Belice a la Gran Bretaña para explotar madera, a cambio de la construcción de una vía de comunicación entre la capital de Belice y la de Guatemala (carretera que Inglaterra jamás construyó). Estuvo entre el grupo de periodistas que fundaron el Diario de Centro América en 1890.                                    |                        |
| Orellana, José María (1872–1926)                | Militar e ingeniero                          | Presidente de facto de Guatemala entre 1921 y 1926. Murió en el poder. |                        |
| Rodríguez Beteta, Virgilio (1885-1967)          | Abogado, diplomático, historiador y escritor | Intelectual polifacético, cofundador de la revista jurídica El Derecho, cofundador de la Sociedad de Geografía e Historia de Guatemala, dirigió el Diario de Centro América y fue embajador en Honduras, España, Chile, Colombia, así como ante la Sociedad de las Naciones. Escribió libros sobre temas políticos, sobre la cultura maya y otros. |                        |
| Rodríguez Macal, Virgilio (1916-1964)           | Periodista, novelista y diplomático          | Uno de los novelistas más populares de la cultura centroamericana, sobre todo por sus obras ambientadas en las selvas de El Petén. |                        |
| Sinibaldi, Alejandro M. (1825-1896)             | Político y empresario                        | Era un empresario de ascendencia italiana y proveniente de la clase alta-media. Al fallecer el presidente de la República, general Justo Rufino Barrios en la Batalla de Chalchuapa fue nominado para asumir el cargo de la Presidencia Interina de Guatemala por el Consejo de Ministros; pero a los cuatro días dejó el mando en manos del general Manuel Lisandro Barillas, tras un ardid de éste durante el sepelio de Barrios. Fue presidente del 2 al 6 de abril de 1885. También ocupó el cargo de Primer designado a la presidencia antes de ser Presidente, durante el período comprendido a partir del 30/04/1884 al 20/05/1885. Bisabuelo de Alejandro Sinibaldi Aparicio. |                        |
| Ubico Castañeda, Jorge(1878-1946)               | general del Ejército                         | Presidente liberal de Guatemala de 1931 a 1944. |                        |
| Vilanova, María Cristina (1915-2009)            | política y primera dama                      | Primera dama durante 1944-1945, y 1951-1954, feminista guatemalteca y esposa de Jacobo Árbenz Guzmán, huyó junto a su familia al exilio, finalmente murió en 2009 en San José. | Ingreso principal      |
| Ydígoras Fuentes, José Miguel Ramón(1895-1982)  | político y militar                           | Fue Jefe Político de varios departamentos durante el gobierno del general Jorge Ubico Castañeda y luego, Presidente de Guatemala de 1958 a 1963. Durante su gobierno se inició la Guerra civil de Guatemala. |                        |
| Zavala, José Víctor(1815-1886)                  | militar y político                           | Mariscal del ejército conservador de Rafael Carrera y Turcios y del ejército liberal de Justo Rufino Barrios. Combatió al filibustero William Walker en la Guerra Nacional de Nicaragua en 1856. Es conocido también como «Mariscal Zavala». | Montículo n.º 5        |
| Zollinger, Edgar August James (1876-1898)       | agricultor                                   | Ciudadano británico de origen suizo que asesinó al presidente de Guatemala general José María Reina Barrios el 8 de febrero de 1898. | La Isla                |

## En el cine

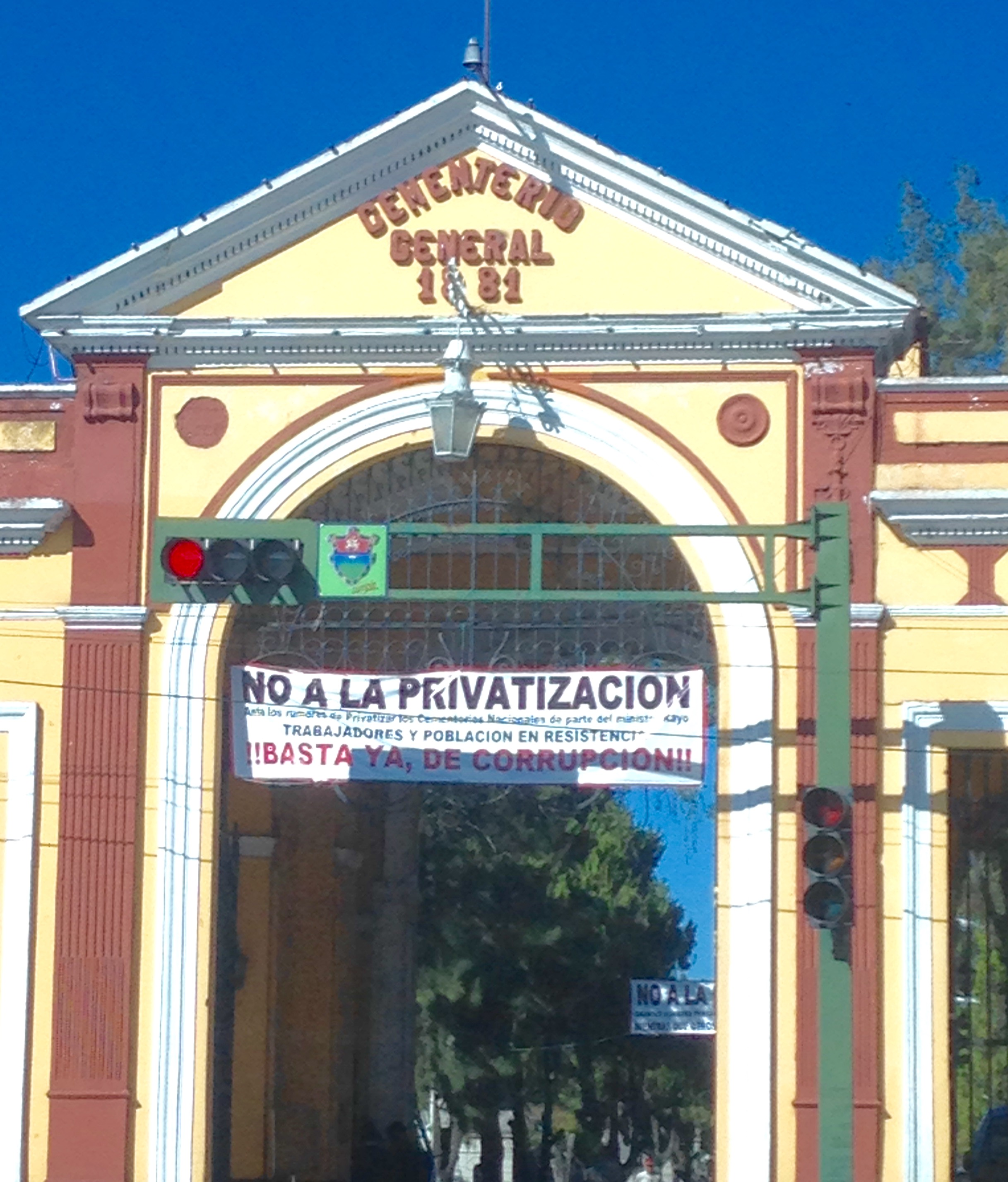
Ingreso principal al Cementerio General en diciembre de 2015.

- La escena final de la película Gerardi —un film guatemalteco producido por la Oficina de los Derechos Humanos del Arzobispado de Guatemala y Moralejas films y protagonizado por Jimmy Morales—,.[41]  La película gira en torno a la vida del obispo Juan Gerardi y en medio de la trama se muestran dos casos de jóvenes de clase media guatemalteca: en uno, un muchacho se rebela contra su madre y decide unirse a la guerrilla, y en el otro, el hijo aplicado que estudió medicina le dice a su madre que ha decidido enlistarse como médico militar; la película termina con una escena en el Cementerio General en donde las madres de los dos muchachos se conocen durante una visita a las tumbas de sus hijos fallecidos durante la guerra.[42]